# 実解析
数学において実解析（じつかいせき、英: Real analysis）あるいは実関数論（じつかんすうろん、英: theory of functions of a real variable）はユークリッド空間(の部分集合)上または(抽象的な)集合上の関数について研究する解析学の一分野である。現代の実解析では、関数として一般に複素数値関数や複素数値写像あるいは複素数値関数に値をとる写像も含む。
実解析は、元々は実1変数実数値関数あるいは実多変数実数値およびベクトルに対する初等的な微分積分を意味していた。しかし現代の実解析は、積分論の一部として測度論とルベーグ積分、関数空間((超)関数の成す線型位相空間)の理論、関数不等式、特異積分作用素などを扱う。関数解析におけるバナッハ空間の理論や作用素論・調和解析のフーリエ解析などの初歩的または部分的な理論も含むとされている。
関数空間の例には、Lp空間・数列空間・ソボレフ空間・緩増加超関数の空間・ベゾフ空間・トリーベル-リゾルキン空間・実解析版ハーディー空間・実補間空間がある。関数不等式の例には、作用素の実補間または複素補間による作用素または関数の有界性の調整・関数方程式について、初期値または非斉次項(非線型項)と未知関数の、有界性や可積分性または可微分性の関係を表すLp-Lq評価と時空分散評価および時空消散評価・時間の経過に対する、関数の可微分性または可積分性を保存する意味を持つエネルギー(不)等式などの(解の存在を前提とした)評価式(アプリオリ評価)・別々の作用素を施された関数のノルムの関係、などがある。特異積分作用素には、「積分と微分を同時にする」リース変換や、流体力学と発展方程式の理論で現れるヒルベルト変換がある。
超関数とフーリエ変換は、実解析に入るのか関数解析に入るのか数学者の間でも扱いが分かれている。さらに今ではユークリッド空間だけではなく抽象的な集合(群または位相空間あるいは関数空間など)で定義された複素数値の写像(複素数値測度、複素数値線型汎関数)も取り扱う。そして特異積分作用素を扱う理論は「関数解析」における作用素論ではなく「実解析」として扱われている。複素解析の実解析への応用は(留数定理による実関数の積分の計算が)有名だが、実解析の複素解析への応用(その計算にルベーグの収束定理を適用することによる簡易化、フーリエ変換による複素解析版ハーディー空間とLp関数の関係など)もある。現代数学では「実解析」の範囲は明確ではなく「複素解析」とは対をなす分野ではなくなっている。
また、実解析による偏微分微分方程式の解法は、主に関数空間と関数不等式およびフーリエ変換や特異積分作用素によるもので、解が具体的に表示できることも多いが計算が多くなる場面も多い。関数解析の作用素により論理を重ねる方法(例えば、リースの表現定理・変分法・半群理論・リース-シャウダーの理論・スペクトル分解などを使う解の存在証明)とは異なるが、高等的には両者を巧みに合わせて解かれている。

## 範囲

### 実数の性質
- 構成 (Construction)
  - 整数 (integers) や有理数 (rational numbers) では表せない無理数 (irrational numbers)を含み、デデキント切断 (Dedekind cuts)とコーシー列 (Cauchy sequences) が厳密な構成法として用いられる。例えば、コーシー列によって、有理数では説明できない極限を厳密に取り入れることで実数体系の構築が可能となる。

- 順序性 (Order properties)
  - 任意のaとbについて、例えばa < bと大小関係を定められる順序体 (ordered field)である。これにより、常に数直線上で位置づけを明確にすることが可能となる。なお、複素数は実数のように大小関係を定義できないため、順序性の有無は複素解析と実解析における重要な違いの一つといえる。
- 濃度 (Cardinality)

### 位相
- 開集合 (Open sets)
- 閉集合 (Closed sets)
- コンパクト性 (Compactness)

### 極限と収束
- 数列 (Sequences)
- 級数 (Series)
- 漸近解析 (Asymptotic Analysis)

### 関数論
- 連続性 (Continuity)
- 微分 (Differentiation)
- 積分 (Integration)

### その他の関連領域
- 超関数 (Distributions)
- 複素解析 (Complex analysis)

## 関連図書
- Nicolas Bourbaki『ブルバキ数学原論 実一変数関数（基礎理論）1』小島順, 村田全, 加地紀臣男訳、東京図書、1986年。ISBN 978-4489002014。
- Detlef Laugwitz 著、山本敦之 訳『リーマン: 人と業績』シュプリンガー・フェアラーク東京、1998年。ISBN 978-4431707622。
- Aliprantis, Charalambos D; Burkinshaw,  Owen (1998). Principles of real analysis (Third ed.). Academic. ISBN 0-12-050257-7
- Browder, Andrew (1996). Mathematical Analysis: An Introduction. Undergraduate Texts in Mathematics. New York: Springer-Verlag. ISBN 0-387-94614-4
- Bartle, Robert G. and Sherbert, Donald R. (2000). Introduction to Real Analysis (3 ed.). New York: John Wiley and Sons. ISBN 0-471-32148-6
- Abbott, Stephen (2001). Understanding Analysis. Undergradutate Texts in Mathematics. New York: Springer-Verlag. ISBN 0-387-95060-5
- Dangello, Frank and Seyfried, Michael (1999). Introductory Real Analysis. Brooks Cole. ISBN 978-0-395-95933-6
- Bressoud, David (2007). A Radical Approach to Real Analysis. MAA. ISBN 0-88385-747-2
- A.N.Kolmogorov,S.V.Fomin. Introductory Real Analysis. Dover Publications